# Гарбуз Терентій Павлович
Терентій Павлович Гарбуз (25 жовтня 1891 рік — 6 грудня 1939, Нижньо-Амурський ВТГ) — український педагог, професор інституту народної освіти в Харкові, завідувач кафедри педагогіки Харківського державного педагогічного інституту з 1931 по 1933 роки (нині — Харківський національний педагогічний університет імені Григорія Сковороди).

## Біографія
Терентій Гарбуз народився в сім'ї селян 25 жовтня 1891 року.
Він отримав середню освіту, а саме у:
- початковій школі,;
- шестикласному міському училищі;
- дворічних педагогічних курсах Богодухова.

Також він закінчив словесно-гуманітарне відділення Тифліського педагогічного інституту.
У різний час він обіймав різні посади:
- учитель початкових класів у сільській школі на Сумщині[1] (з 1911 по 1917 роки);
- учителем гімназії та педагогічних курсів Богодухова (з 1917 по 1919 роки);
- завідувач шкільного відділу колишнього земства(з 1917 по 1919 роки);
- інспектор соціального виховання повітового училища (з 1919 по 1923 роки);
- завідувач педшколи, а потім педкурсів (з 1919 по 1923 роки);
- інспектор соціального виховання Харківської губернської народної освіти(з 1923 по 1925 роки);

Із 1924 року він обіймав посаду викладача у Харківському педагогічному технікумі імені Г. С. Сковороди та на робітничому факультету Харківського інституту народної освіти, а через два роки став завідувачем навчальною частиною.
У 1926 році він закінчив аспірантуру науково-дослідної кафедри педології, захистив кандидатську дисертацію на тему «Сільськогосподарський ухил у школі» та отримав ступінь наукового співробітника УНДІПу.
Деякий час він пропрацював штатним радянським цензором в Наукпедкомі в секції дидактитики та методики шкільної праці.
1927 року він почав працювати заступником голови педагогічної предметної комісії Харківського інституту народної освіти.
У період з 1929 по 1933 рік він працював штатним професором Харківського інституту народної освіти, де викладав методику і педагогічну практику, але у жовтні 1933 року був звільнений за звинуваченням у «систематичному впровадженні в роботу інституту класово-ворожих і шкідливих теорій».
З 1933 по 1937 роки був професором в Орловському педагогічному інституті (до 1935 року) звідки був звільнений через попереднє звинувачення та співробітником Курського обласного відділу народної освіти (по 29 травня 1937 року).
10 грудня 1937 року його засудили на 10 років позбавлення волі і відправили до Нижньо-Амурського табору, де він і помер 6 грудня 1939 року.
Ім'я Терентія Павловича Гарбуза було повністю реабілітоване тільки 27 жовтня 1957 року за сприяння його сина.

## Творчий доробок
Терентій Гарбуз є автором численних наукових праць та методичних посібників з української мови, двох букварів та читанки для шкіл соціального виховання.
Серед робіт варто виділити такі:
- «Початок правопису та граматики»;
- Навчальний підручник «Рідна мова в трудовій школі» для шкіл молодшого концентру;
- «Робочі» книжки з української мови і літератури для учнів 5-го, 6-го та 7-го років навчання;
- «Робітна книжка з правопису та граматики української мови» для 3-го року навчання в трудовій школі[4].